# Dowrmīshkhānlū
Dowrmīshkhānlū (persiska: دُرميشكانلو, دورميشخانلو, Dormīshkānlū) är en ort i Iran.   Den ligger i provinsen Östazarbaijan, i den nordvästra delen av landet, 500 km nordväst om huvudstaden Teheran. Dowrmīshkhānlū ligger 402 meter över havet och antalet invånare är 481.
Terrängen runt Dowrmīshkhānlū är huvudsakligen kuperad, men den allra närmaste omgivningen är platt. Runt Dowrmīshkhānlū är det ganska glesbefolkat, med 42 invånare per kvadratkilometer. Närmaste större samhälle är Khomārlū, 8,7 km väster om Dowrmīshkhānlū. Trakten runt Dowrmīshkhānlū består till största delen av jordbruksmark.